# Myrcianthes storkii
Myrcianthes storkii är en myrtenväxtart som först beskrevs av Paul Carpenter Standley, och fick sitt nu gällande namn av Mcvaugh. Myrcianthes storkii ingår i släktet Myrcianthes och familjen myrtenväxter. Inga underarter finns listade i Catalogue of Life.